# توماس مارتين إتشيفيري
توماس مارتين إتشيفيري (مواليد 18 يوليو 1999) هو لاعب تنس محترف أرجنتيني، أعلى تصنيف له في الفردي كان ال88 في مايو 2022.

## روابط خارجية
- توماس مارتين إتشيفيري على موقع رابطة محترفي التنس (الإنجليزية)
- توماس مارتين إتشيفيري على موقع الاتحاد الدولي لكرة المضرب (الإنجليزية)
- توماس مارتين إتشيفيري على موقع كأس ديفيز (الإنجليزية)
- توماس مارتين إتشيفيري على موقع خلاصة التنس.كوم (الإنجليزية)
- توماس مارتين إتشيفيري على موقع اللجنة الأولمبية الدولية (الإنجليزية)
- توماس مارتين إتشيفيري على موقع اللجنة الأولمبية الأرجنتينية (الإسبانية)